# Astrid Noack
Astrid Marie Sophie Noack (født 30. januar 1888 i Ribe, død 26. december 1954 i København) var en dansk billedhugger.

## Liv og karriere
Billedhuggeren Astrid Noack var datter af Johanne Metdine Barkentin (1850-1913) og købmand Johan Peter N. (1831-1911) i Ribe. Som 14-årig flyttede hun til København, hvor hun fik job på Fajancefabrikken Aluminia. Hun blev fra 1906 uddannet som billedskærer med svendebrev 1910 hos billedskærer Hans Olsen i Vallekilde. Højskolens foredragssals træudsmykning blev udført af Hans Olsen med Astrid Noack som medhjælper. På Håndværkerskolen samme sted blev hun undervist af arkitekten Ivar Bentsen. Som billedskærer fik hun kontakt med flere kunstnere, heriblandt maleren Joakim Skovgaard. Kontakten betød, at hun blev impliceret i arbejdet i Viborg Domkirke, hvor hun efter Joakim Skovgaards udkast udførte ornamentale træskærerarbejder til loftet. For Nationalmuseet restaurerede hun middelalderfigurer og stiftede herved bekendtskab med gotiske skulpturer. I 1920 rejste hun til Paris på et håndværkerlegat for på et billedskærerværksted at deltage i arbejdet med at reparere træskulpturer i kirker, som var blevet skadet under 1. verdenskrig.
Året efter ankomsten til Paris blev Astrid Noack gravid og fødte sønnen Stefan. Trods et liv i fattigdom og med forskellige mindre arbejdsopgaver klarede hun det første år pasningen af barnet sideløbende med, at hun udførte skulpturer i træ, herunder Siddende barn (mahogni 1922-23. En skulptur der blev optaget på udstillingen Salon d`Autumne i Paris i 1925 og nu tilhører kunstmuseet ARoS). Stefan måtte på grund af svagelighed overlades til et spædbarnshjem, hvorefter han døde i 1923. Tabet af barnet satte sig store spor i Astrid Noack, som en periode levede som hjemløs. Hun vendte sig samtidig bort fra kristendommen og blev ateist.
1925 fik hun friplads på l´Accademie Scandinave i det skandinaviske hus Maison Watteau. På skulpturafdelingen her underviste billedhuggerne Adam Fischer, Charles Despiau og Paul Cornet i årene 1926-32. Astrid Noack knyttede et nært venskab med Adam Fischer og med andre elever som billedhuggerne Jean Osouf og Gottfred Eickhoff samt maleren Georg Jacobsen. Årene på l´Accademie Scandinave satte sig - sammen med hendes studier i katedralerne og de store kunstmuseer - markante spor i hendes kunst. Det konstruktive med opbygningen indefra og formens stramhed fandtes der adskillige eksempler på i de egyptiske og de arkaisk græske skulpturer.
Efter studieårene i Paris vendte Astrid Noack tilbage til Danmark, hvor hun boede og arbejdede under ydmyge forhold på brokvartererne i København. Fra 1936-1950 boede hun i Rådmandsgade 34 i et lille baggårdsatelier på 36 kvadratmeter, som i dag er bevaret af kunstnergruppen YNKB, der i 2009 grundlagde ANA - Astrid Noacks Atelier.
I 1933 blev Astrid Noack det første kvindelige medlem af kunstnersammenslutningen Grønningen. Hun havde herudover en stor udstillingsvirksomhed og deltog på udstillinger i Danmark og i udlandet, eksempelvis på den franske afdeling på verdensudstillingen i Paris 1925; Denemarkens Tentoonstelling i Haag 1948 og Budapest 1936-37.
I 1955 blev Astrid Noacks legatfond oprettet med det formål at forvalte hendes kunstneriske arv. Astrid Noack modtog en lang række hædersbevisninger og legater, bl.a. Eckersberg Medaillen i 1940 og Thorvaldsen Medaillen i 1954.
Astrid Noacks sociale engagement gav sig udtryk i dét at ville dele med andre. Mange af hendes venner var kommunister eller jøder, som forfulgtes under 2. verdenskrig, og flere af hendes nære gik aktivt ind i modstandskampen. Hun blev selv medlem af Danmarks Kommunistiske Parti og fik her nye venner og kolleger som f.eks. kunstnerne Gunnar Westman, Anna Thommesen og Erik Thommesen.
Astrid Noack er i offentligheden antagelig mest kendt for sine stærke skulpturer af kvinder, der afbildedes enten stående eller siddende. Men i begyndelsen af krigen påbegyndte hun mange mandsfigurer i helfigur, som eksempelvis monumenterne Knælende mand. Ung mand, der planter et træ (bronze, Tønderhusfonden, deponeret på Kunstmuseet i Tønder), gravmælet 1943 over maleren Niels Larsen Stevns (svensk kalksten, Solbjerg Parkkirkegård, Frederiksberg) samt Det korsfæstede menneske (træ 1943-45, Holstebro Kunstmuseum). Kunsthistorikeren Hanne Pedersen formulerer Astrid Noacks arbejde i tiden således Man kan sige, at hun udtrykte sin kraft og modstandsvilje gennem valget af motiver i sit skulpturelle arbejde, der i denne periode emnemæssigt har relationer til krigens hændelser.

## Værker i offentlig eje
Monumentet for maleren Anna Ancher, et helfigurportræt fra 1939 støbt i bronze, er opstillet ved Skagens Museum. Et eksemplar, også støbt i bronze, tilhører Statens Museum for Kunst.
Samlingen af Astrid Noacks skulpturer på Statens Museum for Kunst omfatter i øvrigt portrættet af Helen la Cour, f. Rode (brændt ler 1939), Stående nøgen kvinde med et klæde i hånden (gips 1944), Får mellem træer (relief 1953-54), Moder med børn (kalksten 1932), Liggende nøgen kvinde (1943), Julie Fink (cement 1932-35), Mette Zahle (halvfigur 1949-52). Desuden ejer Kobberstiksamlingen en samling af Astrid Noacks tegninger.
Louisiana ejer skulpturerne Coralie (1929), Stående pige med blomst (1933), Lille barn (beton 1933) samt tegninger. Kunstmuseet ARoS har i samlingen Siddende barn (mahogni 1922-23) og Pigeportræt, Julie Tutein (marmor 1950).
På Holstebro Kunstmuseum er Astrid Noack repræsenteret med skulpturerne Madonna (eg 1909), Spædbarn (cement 1933), Fra en landevej i Frankrig (relief 1935), Mor med barn (ufuldført 1954), Mor med to børn (1950), Barnehoved, Henrik Zahle (1944) samt tegninger. Ribe Kunstmuseum ejer Lille Sovende dreng, liggende (brændt ler), Ellen Noack (pokkenholt 1924) og Drengebuste (cement 1934).

## Kulturkanon 2006
Skulpturen "Stående Kvinde" udførte Astrid Noack i teaktræ i 1939-1941. Den tilhører i dag Göteborgs Konstmuseum. Skulpturen indgår som en særlig del af dansk kulturarv i Kulturkanonen fra 2006. Billedhuggeren Hein Heinsen, formand for Kanonudvalget i Billedkunst, anfører i sin begrundelse for valget: Det tidløse og evige er hos Noack i det helt almindelige. Noacks inspiration er de allerstørste perioder i skulpturens historie. Om værkets betydning for eftertiden: Astrid Noacks kompromisløse vilje til simpel form har påvirket alle danske billedhuggere efter hende. Det gælder fx Gottfred Eickhoff, Erik Thommesen og Ib Braase. Sluttelig anfører Heinsen: Hvor det i medierne, vi er omgivet af i dag, tv, film og video, ofte er de store bevægelser, der vises - fodboldspilleren hænger skråt i luften, astronauten svømmer rundt i rummet - er Noack optaget af den næsten umærkelige bevægelse. De store civilisationer, Ægypten, den tidlige græske og gotikken, var optaget af oprejsthedens under, og de vidste, at jo nærmere det oprejste var ved søjlen, jo mere liv. Sådan er det ofte i en civilisations begyndelse. Mens vor kultur tror, at jo større bevægelse og jo højere hastighed, jo mere liv.

## Stillinger og hverv
- 1903-05 Fajancemaler på Aluminia
- 1912 Rammearbejder for Joakim Skovgaard samt ornamentale træskærerarbejder til loftet i Viborg Domkirke efter udkast af Joakim Skovgaard
- Restaureringsarbejder for Nationalmuseet af altertavler og prædikestole til bl.a. Tise Kirke og Padborg Kirke[2]

## Stipendier og udmærkelser
- 1920 Haandværkerlegat
- 1927 Akademiets Legat 1927
- 1927, 1935-36 Hielmstierne-Rosencrone
- 1940 Tagea Brandts Rejselegat
- 1940 Eckersberg Medaillen
- 1942 Det Anckerske Legat
- 1945 Zacharias Jacobsen 1945
- 1946 Ole Haslunds Kunstnerlegat
- 1946 Zahrtmanns Legat
- 1947 Charlottenborg Auktionens Legat
- 1948 Booths Legat
- 1954 Thorvaldsens Medaille